# True Colors (Amphibia)
«True Colors» (conocido en Hispanoamérica como La hora de la verdad y en España como La verdad) es el vigésimo episodio y el final de temporada de la segunda temporada de la serie de televisión animada estadounidense Amphibia, y el episodio 40 de la serie en general. El episodio fue escrito por Michele Cavin y Jenava Mie y dirigido por Kyler Spears y Jenn Strickland. El episodio se emitió el 22 de mayo de 2021 y obtuvo 0,33 millones de espectadores cuando se estrenó.
El episodio gira en torno a que Anne y sus amigos llegan a Newtopia en su búsqueda por regresar a casa, lo que lleva a una serie de fatídicos descubrimientos y traiciones, cuando descubren que alguien más ha puesto en marcha otros planes para ella y sus amigos.
El episodio recibió elogios universales por su animación fluida, actuación de voz, desarrollo de personajes, temas maduros, tono oscuro, profundidad emocional, secuencias de acción, coreografía, cinematografía, partitura musical, escala, escritura, narración y suspenso. Muchos fanáticos y críticos lo han calificado como uno de los mejores episodios de la serie, si no el mejor.

## Trama
El episodio comienza con un flashback de Marcy en la biblioteca, leyendo sobre la Caja de la Calamidad, cuando recibe un mensaje de texto de Sasha sobre el cumpleaños de Anne. Más tarde, recibe otro mensaje de texto de sus padres sobre algo importante. Después de hablar con ellos, lo que parece conducir a una discusión entre ellos, Marcy sale corriendo de su casa llorando, hasta que llega a una tienda de segunda mano, con la Caja de la Calamidad adentro. Le envía una foto de la misma, junto con un mensaje de texto, a Sasha sobre el regalo perfecto para Anne.
De regreso al presente, Anne, Sasha, Marcy, Sprig, Polly, Hop Pop, Grime y Ranabot llegan a Newtopia en Joe Sparrow para darle la Caja de la Calamidad al Rey Andrias. De camino al castillo, Polly comienza a sentir picazón en el trasero, mientras Sprig le pregunta a Anne si sus aventuras podrían durar para siempre. A su llegada al castillo, Anne se prepara para darle la Caja de la Calamidad a Andrias, pero Grime y Sasha la toman, quienes comienzan su plan para una rebelión de sapos en Newtopia, e incluso logran que Andrias se rinda amenazando con dejar caer la caja. Anne expresa su enojo con Sasha por traicionarlos y declara que ya no es su amiga. Enojada, Sasha intenta usar la caja para enviar a Anne y Marcy a casa, pero no funciona, por lo que las encarcela a todas hasta que descubra cómo usarla. Anne, Marcy, Sprig, Polly, Hop Pop, Ranabot y Lady Olivia son rescatados por la general Yunan y se refugian en un antiguo restaurante. Luego, Anne reúne a todos para luchar contra la rebelión de los sapos y se le ocurre un plan; Marcy, Hop Pop y Lady Olivia salvarán al rey Andrias mientras Polly, Ranabot y la general Yunan luchan contra los soldados sapos. Entonces, Anne y Sprig cerrarán las puertas antes de que llegue todo el ejército de sapos.
Mientras tanto, de vuelta en la sala del trono, Sasha comienza a sentirse culpable por traicionar a Anne y se pregunta si es una persona horrible. Grime intenta animarla entregándole otra espada de garza y ayudándola a quitar un tapiz de un Andrias benévolo, solo para encontrar un mural de un Andrias de aspecto siniestro que usa la Caja de la Calamidad para causar caos y destrucción. Se dan cuenta de que Andrias no es lo que parece, y después de ver a Anne y Sprig tratando de cerrar las puertas, salen corriendo para detenerlos. Mientras Sprig se ocupa de Grime, Sasha intenta advertir a Anne sobre Andrias, pero Anne, todavía furiosa con Sasha, se niega a escucharla y comienzan a pelear. Finalmente, Anne y Sprig derrotan a Sasha y Grime y logran cerrar las puertas. Luego, aparece Andrias y ordena a toda su guardia que arreste a los soldados sapos, poniendo fin a la rebelión.
De vuelta en la sala del trono, Anne, Sprig, Polly, Ranabot y la general Yunan esperan a Andrias, con Sasha y Grime atados. Andrias luego llega con Marcy, Hop Pop y Lady Olivia y está listo para enviar a las chicas a casa. A pesar de las advertencias de Sasha, Anne le da la Caja de la Calamidad a Andrias, quien les cuenta una historia. Hace mucho tiempo, Newtopia era un glorioso reino de grandeza hasta que esa grandeza se perdió cuando le robaron la Caja de la Calamidad, por confiar en aquellos que creía que eran sus amigos. Pero, ahora que la caja está de vuelta, finalmente puede devolver la gloria a su reino, revelando que sus antepasados no fueron exploradores, sino conquistadores. Pone la Caja de la Calamidad en un pedestal, lo que hace que su castillo se eleve hacia el cielo y reactiva su ejército de robots rana. Revela que, con la Caja de la Calamidad, no sólo gobernará toda Amphibia, sino también todos los demás mundos. Anne y Sasha le dicen que lo detendrán, y Andrias, como respuesta, demuestra su poder al destruir una de las Torres Sapo. Marcy intenta hablar con Andrias diciendo que no era parte del trato, pero Andrias revela que él le mintió. También, les revela a Anne y Sasha que Marcy tenía pleno conocimiento de la Caja de la Calamidad y las metió a todas en Amphibia a propósito. Marcy revela que el día que se fueron, sus padres le dijeron que se mudarían, pero Marcy, que no quería separarse de sus amigas, decidió usar la Caja de la Calamidad para mantenerlas a todas juntas en Amphibia.
A pesar de los errores que todas han cometido, Anne, al darse cuenta de quién es realmente Andrias, les dice a sus amigos que deben detenerlo. Anne luego libera a Sasha y Grime, quienes luchan junto a ella y los Plantar, al igual que Yunan, Olivia y Marcy; durante la pelea, Ranabot es destruido y a Polly le crecen un par de piernas, que era la causa de su picazón de antes. Cuando Polly toma la caja, Andrias la amenaza con devolverla o tirará a Sprig por la ventana. A pesar de devolverla, Andrias deja caer a Sprig, solo para fastidiar a Anne. Anne, devastada por la pérdida de Sprig, despierta sus poderes a través de la gema azul de la Caja de la Calamidad, y lucha contra Andrias y el resto de sus robots. Sin embargo, ella se desmaya, exhausta por su poder. Sprig, habiendo sido salvado por Marcy en Joe Sparrow, llega y la abraza. Luego, debido al nuevo poder de Anne, Andrias no puede dejarla vivir y se prepara para matarla, pero Marcy toma la Caja de la Calamidad y la usa para abrir un portal de regreso a la Tierra. Anne y los Plantar logran escapar con los restos de Ranabot, mientras Sasha y Grime continúan luchando contra Andrias para darles tiempo. Andrias, luego, apuñala fatalmente a Marcy con su espada de luz a través de su pecho, lo que hace que suelte la Caja de la Calamidad cuando Anne grita su nombre en estado de shock, mientras Marcy cae inconsciente al suelo. Después de eso, Anne y los Plantar despiertan en la Tierra, en Los Ángeles, la ciudad natal de Anne.

## Producción
El episodio comienza con una advertencia de contenido que advierte a los espectadores que el episodio tiene escenas que pueden ser demasiado intensas para los espectadores más jóvenes. Este es el único episodio de Amphibia que tiene esta advertencia de contenido. El episodio también contiene una escena poscréditos, que consiste en el tema principal de la tercera y última temporada del programa, el cual luego sufrió algunos cambios para el estreno de la temporada, «The New Normal».
El episodio estaba originalmente programado para estrenarse el 1 de mayo de 2021, pero, debido a un cambio de programación, se retrasó 21 días después hasta el 22 de mayo de 2021. El episodio se lanzó accidentalmente en iTunes el día después de que el episodio fuera originalmente programado para estrenarse, pero fue eliminado rápidamente. Sin embargo, el episodio pronto fue tomado y colocado en varios sitios de transmisión. Como resultado de eso, el creador del programa, Matt Braly, comenzó a publicar videos de personajes de Amphibia, diciéndoles a los espectadores que no vieran el episodio demasiado pronto. Algunos de estos personajes incluyen: Grime, Maddie, Loggle, Yunan, Felicia, Hop Pop y Curator Ponds. En la versión de iTunes del episodio, algunos fanáticos detectaron un error en el que se veía un tritón verde con un sombrero con los personajes en el clímax del episodio. Cuando se informó el error, los creadores lo arreglaron reemplazando al tritón con Lady Olivia cuando se estrenó oficialmente el episodio.

## Recepción
Patrick Gunn, de Collider, elogia al episodio por su gran desarrollo de personajes y describe a Andrias como la verdadera estrella del episodio. Gunn incluso afirma que el episodio «juega con los lazos rotos y desgarrados a lo largo de la serie, para crear un triunfo emocionante. Hay más en juego porque encajan con los temas de la amistad a lo largo de la serie y se construyen y expanden sobre ellos. Sin mencionar la increíble animación y coreografía de lucha. Particularmente, durante la lucha de los poderes azules». Hope Mullex, de The Geeky Waffle, dijo que el episodio fue «Gut Punching». Mullex también describe el programa en sí como un «Drama escrito rápidamente», debido al concepto de personajes femeninos defectuosos que tienen su propio viaje personal en el mundo de Amphibia. David Kaldor de Bubbleblabber dijo al respecto que el episodio «Es bueno. No muy bueno, probablemente ni siquiera tan bueno como el último final, que realmente me encantó», y lo justifica con el hecho de que «creo que esto tenía que ser de dos partes. Una sobre luchar contra la invasión de sapos, y, luego, una segunda sobre Andrias revelando sus planes y delatando a Marcy. Simplemente había demasiada historia para caber en solo veintidós minutos y terminó sufriendo por ello».
También, se hizo referencia en el sitio web de cultura pop TheGamer, donde se afirmó que «King's Tide», el final de temporada de la temporada 2 de The Owl House, tuvo un final similar a este episodio. Ambos programas incluso fueron descritos como «Almas Gemelas».